# Ondjiva
Ondjiva (do 1975 znane jako Vila Pereira d’Eça) – miasto w Angoli, stolica prowincji Cunene. Liczy ponad 120 tys. mieszkańców. 
Znaczna część zabudowy miasta uległa zniszczeniu podczas wojny domowej w Angoli (m.in. wskutek wkroczenia wojsk RPA). Po zakończeniu konfliktu przystąpiono do odbudowy miasta. 
Jedno z miast frontu południowego wojny domowej w Angoli odwiedzone przez Ryszarda Kapuścińskiego, opisane w książce Jeszcze dzień życia.

## Transport

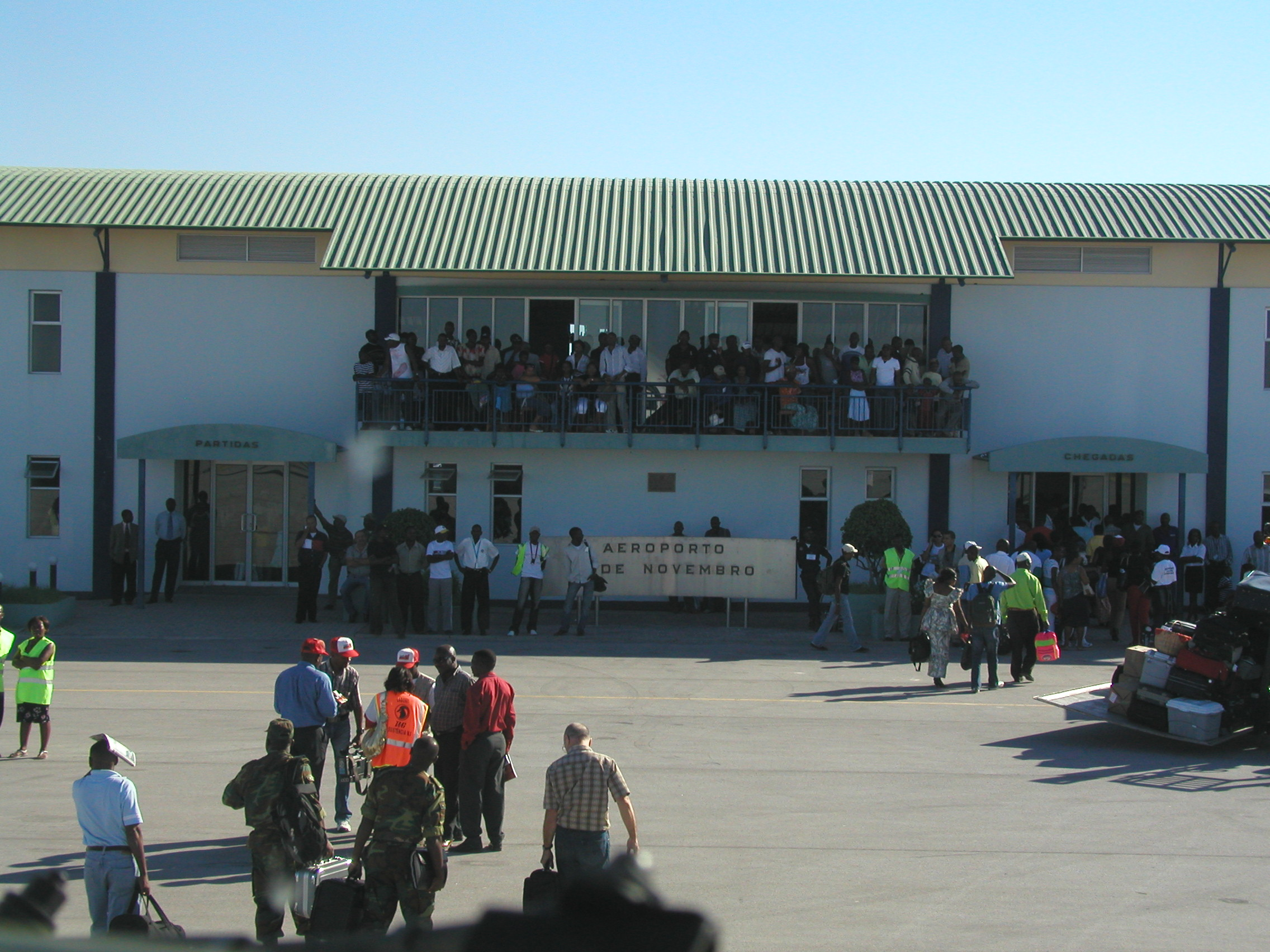
Lotnisko w Ondjivie

W mieście znajduje się Port lotniczy Ondjiva Pereira (oryginalna nazwa: Aeroporto 11 de Novembro).